# Silnice II/348
Silnice II/348 je silnice II. třídy, která prochází centrální částí Kraje Vysočina. Vede přes čtyři okresy Pelhřimov, Havlíčkův Brod, Jihlavu a Žďár nad Sázavou. Spojuje města Humpolec, Štoky, Polná a Měřín. Celková délka silnice činí 45,509 km.

## Vedení silnice

### Okres Pelhřimov – Kraj Vysočina
Celková délka 1,580 km.
Jedná se o nejkratší úsek silnice z celé její délky. Začíná v Rozkoši vyústěním ze silnice I/34 a po zhruba 1,5 km přechází hranice do okresu Havlíčkův Brod.
| Místo  | km    | Cíl                     | Poznámka                                  |
| ------ | ----- | ----------------------- | ----------------------------------------- |
| Rozkoš | 0,000 | Humpolec/Havlíčkův Brod | vyústění                                  |
|        | 1,580 |                         | hranice okresů Pelhřimov / Havlíčkův Brod |

### Okres Havlíčkův Brod – Kraj Vysočina
Celková délka 16,673 km - mostů: 5 - železničních přejezdů: 1 - podjezdů: 1.
Úsek silnice II/348 v okrese Jihlava začíná na hranicích okresu Pelhřimov u rybníka Touškov a prochází pěti obcemi - Dubí, Herálec, Úsobí, Chyška a Štoky. Mezi Štoky a Dobronínem pak přechází do okresu Jihlava.
| Místo   | km     | Cíl                 | Poznámka                                  |
| ------- | ------ | ------------------- | ----------------------------------------- |
|         | 1,580  |                     | hranice okresů Pelhřimov / Havlíčkův Brod |
| Dubí    | 2,678  | III/3481 Zdislavice |                                           |
| Herálec | 5,151  | III/03418 Kamenice  |                                           |
| Herálec | 5,203  | III/3482 Boňkov     |                                           |
| Herálec | 5,791  | III/3483 Slavníč    |                                           |
| Herálec | 5,893  | III/3487 Květinov   |                                           |
| Úsobí   | 9,599  | III/3486 Skorkov    |                                           |
| Úsobí   | 9,645  | III/3486 Chválkov   |                                           |
| Chyška  | 12,153 | III/34811 Úhořilka  |                                           |
|         | 13,716 | Větrný Jeníkov      |                                           |
| Štoky   | 15,969 | III/34812 Studénka  |                                           |
| Štoky   | 16,489 | Šlapanov            |                                           |
|         | 18,253 |                     | hranice okresů Havlíčkův Brod / Jihlava   |

### Okres Jihlava – Kraj Vysočina
Celková délka 22,056 km - mostů: 7 - železničních přejezdů: 1.
Nejdelší úsek silnice II/348 zabírá právě jihlavský okres. Silnice zde prochází Dobronínem, Polnou, Zábornou a Arnolcem. Nejvýznamnějším městem je Polná.
| Místo    | km     | Cíl                                | Poznámka                                  |
| -------- | ------ | ---------------------------------- | ----------------------------------------- |
|          | 18,253 |                                    | hranice okresů Havlíčkův Brod / Jihlava   |
|          | 20,587 | III/34815 Kamenná                  |                                           |
| Dobronín | 22,618 | III/34819 Střítež                  |                                           |
| Dobronín | 22,667 | III/3526 Ždírec                    |                                           |
|          | 25,997 | Ždírec                             |                                           |
| Polná    | 26,670 | III/3503 Nové Dvory                |                                           |
| Polná    | 27,506 | III/34820 Věžnička                 |                                           |
| Polná    | 27,781 | Brzkov                             |                                           |
| Polná    | 28,048 | Dobroutov III/34821 ul. Varhánkova |                                           |
| Záborná  | 30,850 | III/35210 Skrýšov                  |                                           |
| Záborná  | 30,959 | III/34822 Janovice                 |                                           |
|          | 35,399 | Zhoř/Stáj                          |                                           |
| Arnolec  | 38,275 | III/34823 Jersín                   |                                           |
|          | 40,309 |                                    | hranice okresů Jihlava / Žďár nad Sázavou |

### Okres Žďár nad Sázavou – Kraj Vysočina
Celková délka 5,200 km.
Posledním úsekem silnice II/348 je část, která prochází obcí Černá. Následuje křížení dálnice D1 u výjezdu 131. V Měříně silnice končí zaústěním do silnice II/602.
| Místo | km     | Cíl                 | Poznámka                                  |
| ----- | ------ | ------------------- | ----------------------------------------- |
|       | 40,309 |                     | hranice okresů Jihlava / Žďár nad Sázavou |
| Černá | 41,509 | III/34824 Meziříčko |                                           |
|       | 42,151 | III/34826 Černá     |                                           |
|       | 44,946 | EXIT 131            | nájezd na Prahu                           |
|       | 45,289 | EXIT 131            | nájezd na Brno                            |
| Měřín | 45,509 | Jihlava/Brno        | zaústění                                  |